# Europeidi
Europeidi ili bijelci su prema nekadašnjoj, a danas uglavnom napuštenoj rasnoj podjeli, jedna od triju glavnih ljudskih rasa, uz negroide i mongoloide. Žive u Europi, sjevernoj Africi, rogu Afrike, zapadnoj (Bliski istok), središnjoj i južnoj Aziji.
Europeidima su pripisivane sljedeće glavne fizičke značajke: depigmentacija kože, kod nekih i dlaka i očiju; tanka, glatka, valovita ili kovrčava kosa; osrednje dlakavo tijelo; srednji do visok rast; nos uzak i bez raširenih nosnica; profil lica ortognatski, istaknuta brada. Tri loze europeida su paleoeuropidi, europidi i lapidi.
U pojednostavljenoj klasifikaciji ljudskoga roda temeljenoj na boji kože mulati su bili mješanci europeida i negroida, a mestici mješanci europeida i indijanida (ogranak mongoloida).

## Povezani članak
- Multiregionalno podrijetlo modernih ljudi